# 牧野満徳
牧野 満徳（まきの みつのり／Mitsunori Makino）は、日本の洋画家。富士市立鷹岡中学校、静岡県立富士宮北高等学校卒。

## 解説
ジョルジュ・スーラを始めとする後期印象派の歴史を、現代において一歩前進させたと国際的に評価される 油彩画家である。緻密な点描による画面構成により、 点描によって描かれた富士山や茶畑と言った題材が、キャンバスから飛び出し、目前で立体的に混ぜ合わされ、反発し合う色彩同士が光を発していているような感覚を覚えるのが最大の特徴。
一般社団法人 千年芸術理事会長。2020年に(財)日本民謡協会発行の【21世紀民謡カレンダー】表紙絵に抜擢。
2021年にタイ王国公益財団法人｢地球温暖化抑止財団｣よりトロフィー授与。
2022年に英国王立美術家協会より七連星に認定など、
日本、アジア、ヨーロッパなど国内外で活躍。
2021年タイ前国王「ラーマ９世芸術賞』を受賞。

## 来歴
1959年生まれ　静岡県富士市在住

## 出展歴・賞歴
- 世界平和美術家協会展 奨励賞[3]